# Wahb ibn Munabbih
Abū ʿAbdallāh Wahb ibn Munabbih (arabisch وهب بن منبه, DMG Wahb b. Munabbih; * um 654 in Dhimar, Jemen; † 728 oder 732) war ein südarabischer Erzähler und Überlieferer von Israiliyyat (jüdisch-christliche Überlieferungen im Islam).
Wahb ibn Munabbih wurde in Dhimar geboren, das zwei Tagesreisen von Sanaa, der Hauptstadt Jemens, entfernt liegt. Von seinem Vater, der persischer Herkunft war, wird berichtet, er sei zur Zeit des Propheten Mohammed zum Islam übergetreten. Mit seinen fünf Brüdern lebte Wahb in Sanaa; vier unter ihnen werden zu den Tabi'in gerechnet, den „Nachfolgern“ von Mohammed, die erst nach dessen Tod geboren wurden, jedoch Zeitgenossen seiner Gefährten (Sahaba) waren. In Sanaa amtierte Wahb als Richter und soll zunächst den Freien Willen angenommen, diese Lehre jedoch später im Lichte der geoffenbarten Schriften zurückgewiesen haben. Er verbrachte eine gewisse Zeit im Gefängnis, wahrscheinlich aufgrund von Auseinandersetzungen infolge dieser Anschauungen, und starb an den Folgen einer Prügelstrafe, zu der ihn der Gouverneur von Jemen verurteilt hatte.
Es werden Wahb ibn Munabbih zahlreiche Bücher zugeschrieben, deren Inhalt von jüdischen und christlichen Gelehrten überliefert und teilweise zu Lebzeiten des Autors schriftlich festgehalten wurde. Da aber die Alphabetisierung im islamischen Arabien in vollem Umfang erst um die Mitte des 8. Jahrhunderts einsetzte, sind genauere Angaben in diesem Bereich wohl kaum je zu erhalten. Die Werke, die Wahb ibn Munabbih zugeschrieben werden, betreffen erstens biblische Erzählungen und Kommentare, zweitens die vorislamische arabische Periode (insbesondere in Jemen), und drittens Werke mit rein islamischem Inhalt, darunter Maghazi Rasul Allah („Die Feldzüge des Gesandten Gottes“), wovon als einzige Abschrift ein Papyrus existiert, der in Heidelberg aufbewahrt wird.